# Bandera de Tuvalu
La bandera de Tuvalu fue instalada cuando el país se separó de las Islas Gilbert en 1978. Tuvalu es uno de los 4 países del mundo, junto con Australia, Nueva Zelanda y Fiyi, que han optado por mantener una adaptación del pabellón azul británico como su enseña nacional, siendo este tipo de banderas utilizado con mayor frecuencia por aquellos territorios que han sido o aún son colonias británicas en la actualidad. La bandera incluye en el cantón la bandera del Reino Unido (Union Jack), mientras que sobre un campo azul celeste se ubican 9 estrellas doradas, las cuales representan las 9 islas que componen el archipiélago de Tuvalu. El posicionamiento de las estrellas no es geográficamente el mismo al de las islas.

Bandera civil de Tuvalu.
Bandera gubernamental de Tuvalu.
Bandera del Gobernador General.

## Banderas históricas
En 1995, la bandera actual fue reemplazada por una que no era basada en la bandera británica, pero si representada por las 9 estrellas. De todos modos, dicha bandera no recibió el apoyo de los habitantes locales, quienes sintieron que fue un movimiento para reemplazar la popular monarquía británica por una república. La actual bandera fue reinstalada en 1997 (aunque con cambios menores en la distancia entre las estrellas), pero dejó de ser bandera del Estado para cumplir esa función una bandera parecida pero que incluye el escudo de Tuvalu.

Bandera de Tuvalu desde 1937 hasta 1976.
Bandera de Tuvalu desde 1976 hasta 1978.
Bandera de Tuvalu desde 1978 hasta 1995.
Bandera de Tuvalu a finales de 1995.
Bandera de Tuvalu utilizada durante 1995-1997.